# A Journey (film 2024)
A Journey è un film del 2024 diretto da RC Delos Reyes.

## Trama
Shane, donna affetta da cancro, rifiuta le cure e decide di intraprendere un viaggio attraverso la Tasmania e completare la lista dei suoi desideri insieme a suo marito e al suo migliore amico.

## Distribuzione
Il film è stato distribuito sulla piattaforma Netflix il 12 aprile 2024.